# 鳳凰D戰鬥機
鳳凰D戰鬥機是奧匈帝國的鳳凰飛機公司在第一次世界大戰時研製的雙翼戰鬥機。鳳凰飛機公司原本是德國信天翁公司在奧匈帝國的分公司，後來被奧國一名叫卡斯迪格里奧尼的金融家買下並改名為「鳳凰飛機公司」。一戰前兩年，鳳凰飛機公司都在生產德國信天翁公司和勃蘭登堡公司授權生產的飛機，後來飛機設計師加布里埃爾加盟和基爾斯特以及德國勃蘭登堡公司工程師亨克爾（為後來德國亨克爾飛機公司的創辦人）的指導而有了自家研發能力。
鳳凰飛機公司因為鳳凰D戰鬥機，而在第一次世界大戰時成為奧匈帝國第二大飛機生產工廠，但於1919年被一家傢俱廠收購。

## 基本資料
- 機長：6.65米
- 翼展：9.75米
- 機高：2.8米 
  - 空重：665Kg
  - 載重：805Kg
- 翼面積：25平方米
- 發動機：1俱六汽缸直立型水冷式發動機(馬力=200匹)
- 最快時速：180公里/小時
- 昇限：6000米
- 續航時間：2小時
- 武裝：2挺7.92毫米口徑機槍
- 乘員：1人

## 設計
鳳凰D戰鬥機是德國勃蘭登堡D戰鬥機的改良型，主要對其改進了機翼結構並縮短了翼展。該飛機初期發生過機翼結構強度不足的問題，故後來加強了結構強度，發動機增強至200匹馬力。經試飛後證明鳳凰D戰鬥機在速度和爬升率方面都優於德國信天翁D戰鬥機，而且有著更良好的飛行穩定性。飛行員也可以關掉發動機後，讓飛機直飛行幾百米後再重新控制飛機。其合格的機翼強度，也令飛行員安心作出各種空戰動作。

## 型號
- 鳳凰D-I戰鬥機（初期型）

- 鳳凰D-II戰鬥機（改良了昇降舵，在機翼加上副翼，拆除座椅的頭枕。）

- 鳳凰D-III戰鬥機（機槍後移至飛行員伸手可及的位置以便排除故障，但當生產出來時奧匈帝國已戰敗，這批飛機唯有賣給瑞典。）

## 實戰
鳳凰D戰鬥機用於意奧戰區，廣泛用於空戰和深入協約國軍陣地進行偵察，為了方便偵察，地勤人員在戰鬥機機底加了一俱照相機。
除了空軍，奧匈海軍航空隊也有40架鳳凰D戰鬥機（編號J1至J40），主要用於地中海上空和防衛的里雅斯特港等港口的安全，而海軍的鳳凰D戰鬥機也有和意大利軍的飛艇交手，意大利飛行員也認為鳳凰D戰鬥機的爬升率優於英製的駱駝式戰鬥機。

## 使用國家
- 奥匈帝国
- 瑞典
- 南斯拉夫王國